# Escharoides jacksonii
Escharoides jacksonii är en mossdjursart som först beskrevs av Campbell Easter Waters 1900.  Escharoides jacksonii ingår i släktet Escharoides och familjen Exochellidae. Inga underarter finns listade i Catalogue of Life.